# دوغ إيتكن
دوغ إيتكن (بالإنجليزية: Doug Aitken)‏ هو مصور وفنان أمريكي، ولد في 1968 في ريدوندو بيتش في الولايات المتحدة.

## وصلات خارجية
- الموقع الرسمي
- دوغ إيتكن على موقع IMDb (الإنجليزية)
- دوغ إيتكن على موقع مونزينجر (الألمانية)
- دوغ إيتكن على موقع ميوزك برينز (الإنجليزية)
- دوغ إيتكن على موقع أول ميوزيك (الإنجليزية)
- دوغ إيتكن على موقع ديسكوغز (الإنجليزية)
- دوغ إيتكن على موقع قاعدة بيانات الفيلم (الإنجليزية)